# Juraj Valach
Juraj Valach (* 1. února 1989, Topoľčany) je slovenský profesionální hokejista.

## Statistiky

### Klubové statistiky
| Sezona     | Klub               | Soutěž     | Základní část | Základní část | Základní část | Základní část | Základní část | Play off | Play off | Play off | Play off | Play off |
| Sezona     | Klub               | Soutěž     | Z             | G             | A             | B             | TM            | Z        | G        | A        | B        | TM       |
| ---------- | ------------------ | ---------- | ------------- | ------------- | ------------- | ------------- | ------------- | -------- | -------- | -------- | -------- | -------- |
| 2005-06    | HKm Zvolen         | SVK        | 1             | 0             | 0             | 0             | —             | —        | —        | —        | —        | —        |
| 2006-07    | Tri-City Americans | WHL        | 58            | 7             | 23            | 30            | 75            | 6        | 1        | 1        | 2        | 12       |
| 2007-08    | Vancouver Giants   | WHL        | 3             | 1             | 3             | 4             | 6             | —        | —        | —        | —        | —        |
|            | Regina Pats        | WHL        | 38            | 6             | 11            | 17            | 44            | —        | —        | —        | —        | —        |
|            | Red Deer Rebels    | WHL        | 30            | 4             | 8             | 12            | 38            | —        | —        | —        | —        | —        |
| 2008-09    | HKm Zvolen         | SVK        | 46            | 0             | 2             | 2             | 63            | 13       | 1        | 1        | 2        | 16       |
|            | HC 07 Detva        | SVK-2      | 2             | 1             | 1             | 2             | 2             | —        | —        | —        | —        | —        |
| 2009-10    | HKm Zvolen         | SVK        | 44            | 8             | 7             | 15            | 143           | 5        | 0        | 0        | 0        | 8        |
| 2010-11    | HKm Zvolen         | SVK        | 56            | 1             | 8             | 9             | 80            | 7        | 0        | 0        | 0        | 20       |
| 2011-12    | HC Kometa Brno     | ELH        | 24            | 1             | 3             | 4             | 53            | —        | —        | —        | —        | —        |
|            | HC Slavia Praha    | ELH        | 20            | 1             | 3             | 4             | 18            | 11       | 0        | 0        | 0        | 16       |
| SVK celkem | SVK celkem         | SVK celkem | 147           | 9             | 17            | 26            | 286           | 25       | 1        | 1        | 2        | 44       |
| WHL celkem | WHL celkem         | WHL celkem | 129           | 18            | 45            | 63            | 163           | 2        | 0        | 0        | 0        | 0        |
| ELH celkem | ELH celkem         | ELH celkem | 44            | 2             | 6             | 8             | 71            | 11       | 0        | 0        | 0        | 16       |

pozn.: u ročníku 2011/12 je místo statistiky play off kurzívou uvedena bilance v play out České extraligy

## Reprezentace
Statistiky reprezentace na Mistrovstvích světa a Olympijských hrách:
| Turnaj             | Místo konání                | Z | G | A | B | Umístění  | Soupisky          |
| ------------------ | --------------------------- | - | - | - | - | --------- | ----------------- |
| MS 2014            | Bělorusko (Minsk)           | 7 | 0 | 3 | 3 | 9. místo  | Soupiska MS 2014  |
| ZOH 2018           | Jižní Korea (Pchjongčchang) | 3 | 0 | 0 | 0 | 11. místo | Soupiska ZOH 2018 |
| Celkem na MS (1x)  |                             | 7 | 0 | 3 | 3 |           |                   |
| Celkem na ZOH (1x) |                             | 3 | 0 | 0 | 0 |           |                   |

### Juniorská reprezentace
| 2006 | Slovensko 18 | MS 18 | 6 | 0 | 0 | 0 | 8  |
| 2007 | Slovensko 20 | MS 20 | 6 | 0 | 0 | 0 | 8  |
| 2009 | Slovensko 20 | MS 20 | 7 | 0 | 3 | 3 | 16 |